# Auka
Auka är en ort i Honduras.   Den ligger i Departamento de Gracias a Dios, i den östra delen av landet, 400 km öster om huvudstaden Tegucigalpa. Antalet invånare är 1 254.